# Interrupce v Řecku
Interrupce v Řecku jsou plně legalizovány od roku 1986, kdy byl 3. července 1986 přijat zákon 1609/1986. Potraty lze provádět na vyžádání v nemocnicích u žen, jejichž těhotenství nepřesáhlo 12 týdnů. V případě znásilnění nebo incestu může k potratu dojít až do devatenáctého týdne těhotenství a v případě fetálních abnormalit až do dvacátého čtvrtého týdne. V případě nevyhnutelného ohrožení života těhotné ženy nebo rizika vážného a trvalého poškození jejího tělesného nebo duševního zdraví je ukončení těhotenství legální kdykoli před porodem. Dívky mladší 18 let musí před potratem získat písemné svolení rodiče nebo opatrovníka.
V roce 2007 byla míra potratů 7,2 potratů na 1000 žen ve věku 15–44 let.